# MultiMedia Card

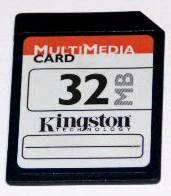
Karta MMC 32 MB firmy Kingston Technology.

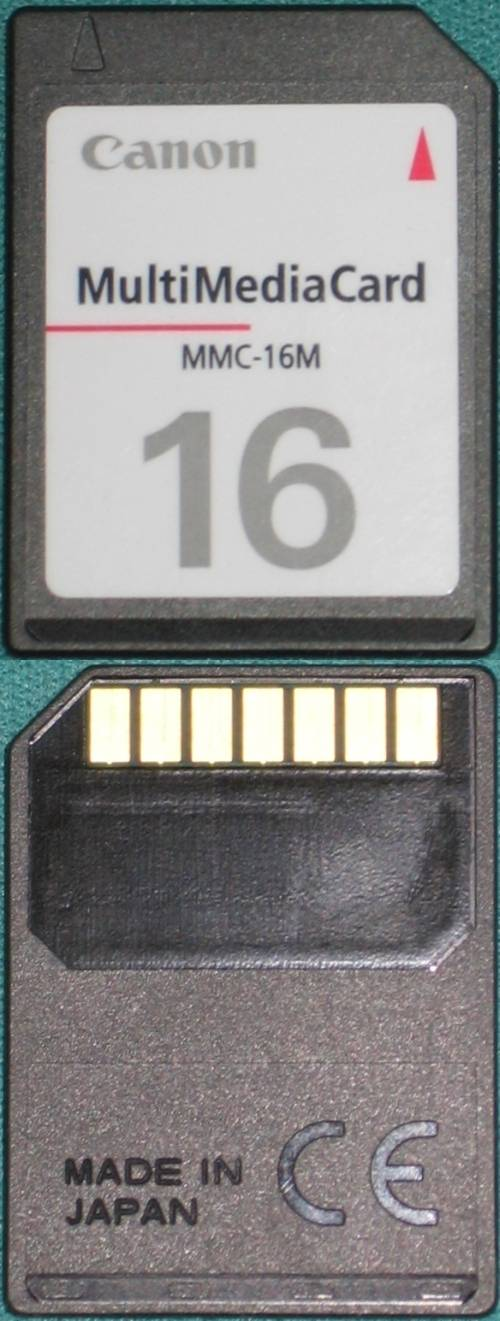
Karta MMC 16 MB firmy Canon.

MultiMedia Card (MMC) – karta pamięci nieulotnej typu flash o rozmiarach 24 × 32 × 1,4 mm. Karta odznacza się dużą wytrzymałością na warunki zewnętrzne. W odróżnieniu od kart SD karty MMC charakteryzują się brakiem przełącznika zabezpieczania danych przed zapisem. Choć karty MMC są rzadkością w nowoczesnych smartfonach, to ich wbudowane wersje eMMC (embedded MMC) są wciąż używane w bardzo wielu urządzeniach przenośnych, a także niektórych komputerach z wbudowaną pamięcią ROM. Karty te działają w slotach do kart SD

## Zastosowanie
Karty MMC mają zastosowanie w różnego rodzaju elektronicznych urządzeniach przenośnych, takich jak:
- cyfrowe aparaty fotograficzne
- telefony komórkowe
- odtwarzacze MP3
- palmtopy
- laptopy

Karty MMC są wykorzystywane do projektowania cyfrowych układów elektronicznych poprzez wykorzystanie magistrali SPI.

## Historia
Rynkowy debiut miały w listopadzie 1997. Jako pierwsza w swych telefonach zaczęła je wykorzystywać firma Nokia na potrzeby modelu 9110 Communicator. Standard MMC został opracowany przez spółkę SanDisk Corporation oraz Siemens AG/Infineon Technologies AG. Organem standaryzującym karty MMC jest MultiMedia Card Association. W chwili premiery były to najmniejsze karty flash na rynku. Ze względu na swoje rozmiary i wagę (poniżej 2 gramów) są najczęściej używane przez producentów telefonów komórkowych, kamer cyfrowych, cyfrowych aparatów fotograficznych, a także najmniejszych odtwarzaczy MP3.
Istnieją w dwóch wariantach, rzadko spotykanym ROM, czyli stałej pamięci tylko do odczytu, a także w klasycznych flash. Oba rodzaje do komunikacji używają 7-pinowego interfejsu szeregowego o szerokości 1 i 4 bitów lub 13-pinowego sprzęgu o szerokości 8 bitów, pracujących z częstotliwością do 52 MHz.

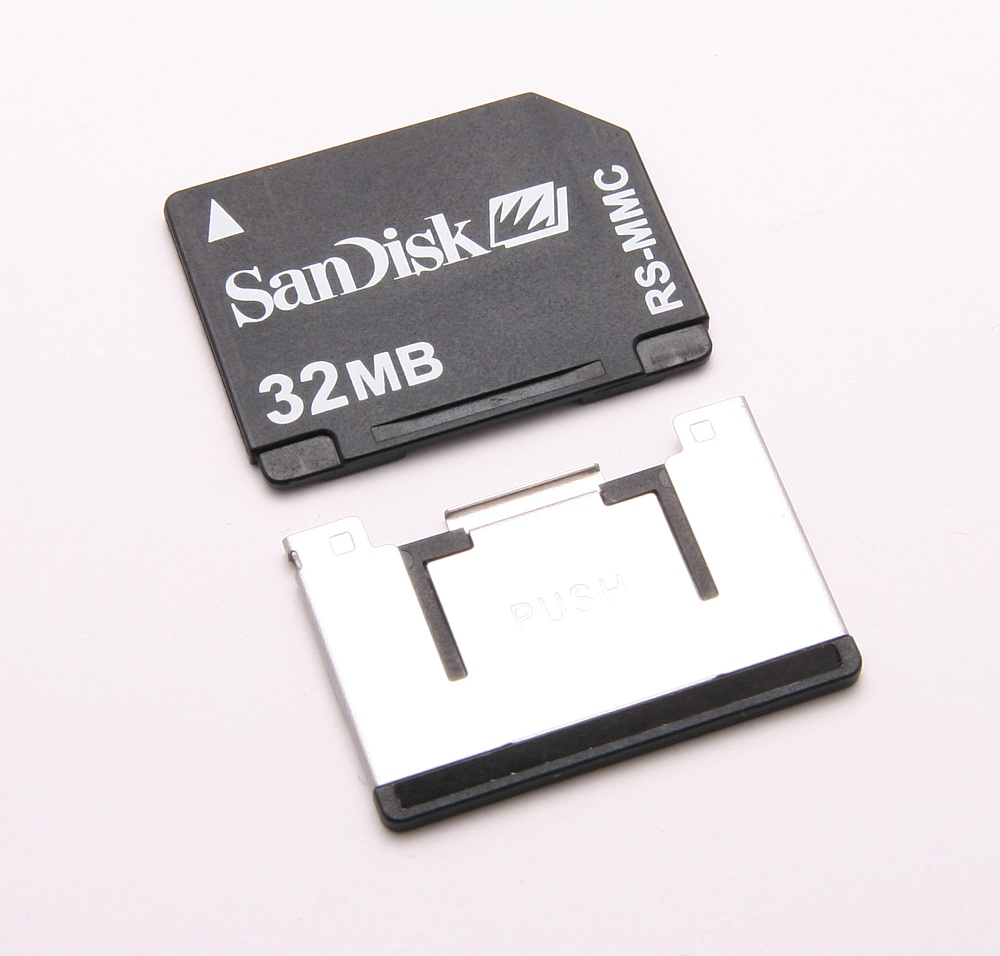
Karta RS-MMC 32 MB firmy SanDisk wraz z adapterem.

## RS-MMC
Pomimo że karty MMC są już z założenia małe, 19 marca 2004 roku firma SanDisk zaprezentowała ich jeszcze mniejsza wersje. RS-MMC (ang. Reduced Size MultiMedia Card, czyli karta MMC o zmniejszonym rozmiarze). Jedyną różnicą między kartami RS-MMC a MMC jest właśnie rozmiar. Nowe karty mają rozmiar 24 × 18 × 1,4 mm, a dzięki specjalnemu mechanicznemu adapterowi można je stosować w urządzeniach akceptujących standardowe karty MMC. Obecnie w sprzedaży można spotkać karty o pojemności od 16 MB do 2 GB.

## MMCM
MultiMedia Card Mobile to karty pamięci używane zazwyczaj w telefonach komórkowych. Po podłączeniu z adapterem tworzą kartę MMC.

## eMMC
embedded MMC to najbardziej popularna wersja pamięci MMC. Jest to pamięć niewymienna, często zwana "wbudowaną". Do połączenia z procesorem i innymi podzespołami bezpośrednio wykorzystuje ścieżki na płytce drukowanej, a nie poprzez magistralę SPI, jak karty MMC, z których się wywodzi.
Wykorzystywana jest ona w większości obecnych urządzeń z pamięcią preinstalowaną na płycie z obwodami (ścieżkami), jako niewielki chip BGA IC. Urządzenia do 2016 roku mają pamięć tego typu. Te nowsze, a przynajmniej sztandarowe, mogą mieć już pamięć typu UFS. Zdarza się, że urządzenie wychodzi w kilku wersjach - z pamięcią UFS lub eMMC.